# Dark Arms
Dark Arms (in Japan ビーストバスター〜闇の生体兵器〜, Beast Busters: Yami no Seitai Heiki) ist ein Action-Rollenspiel, das im Jahr 1999 von SNK für das Neo Geo Pocket Color veröffentlicht wurde.

## Spielprinzip
Der Spieler steuert in diesem Spiel einen Dämonenjäger, dessen Aufgabe es ist, diverse Dämonen und Untote zu beseitigen, und deren Seelen für eine spätere Verwendung einzufangen. Nach dem Ableben der Gegner kommt dabei eine so genannte Catcherwaffe zum Einsatz. Die Spielfigur wird durch verschiedene, thematisch an typische Horrorumgebungen angelehnte Gebiete bewegt, und muss sich gegen eine ständige Übermacht an Gegnern zur Wehr setzen. Kleinere Rätsel und Zugangsbeschränkungen ergänzen die Echtzeitkampfsequenzen. Wichtig ist zudem der Tag- und Nachtmodus des Spiels, der Einfluss auf die Art der Szenarien in den verschiedenen Gebieten hat.
Die Besonderheit des Spiels sind die Waffen des Spielers. Sie werden mithilfe von Seeds (initiieren den Wachstumsprozess einer Waffe) und Oum (bestimmt die Art der gezüchteten Waffe) erschaffen und können mit den gefangenen Seelen hinsichtlich der Art des angerichteten Schadens um- und aufgerüstet sowie weiterentwickelt werden. Zusätzlich wird die Waffe durch die Erfahrung stärker, die bei der Monsterjagd erlangt wird. Dadurch können mit ihr längere Salven abgefeuert werden, bevor sie sich regenerieren muss (Salvenlänge und Energieregeneration hängen vom Waffentyp ab). Es existieren sechs Waffengrundformen, darunter auch für den Nahkampf, die sich in unterschiedlicher Weise zu insgesamt 31 verschiedenen Waffen weiterentwickeln können. Der Spieler kann immer drei Waffen gleichzeitig tragen, und mit Knopfdruck zwischen diesen hin- und herschalten.
Zusätzlich bietet das Spiel die Möglichkeit, über das Linkkabel gegen einen zweiten Spieler mit seinen Waffen in extra dafür existierenden Arenen anzutreten.

## Rezeption
Das Spiel erhielt gemischte Kritiken. Das internationale Onlinemagazin IGN kam zu dem Schluss, dass Dark Arms unter all den Spielen für den NeoGeo Pocket Color gerade mal „knöchelhoch in einem Feld von Riesen“ sei. Sowohl das Gameplay als auch die schräge Handlung wurden bemängelt. GameSpot bezeichnete es immerhin als nettes kleines RPG, das man sich ruhig von einem Freund ausleihen könne, wenn dieser es durchgespielt hat. Das deutschsprachige Magazin Fun Generation kam da zu einem positiveren Ergebnis und sprach eine klare Empfehlung aus. Das Sammeln von Waffen verglich man mit dem von Pokémon.